# Компас G1
Компас G1(также известный как Beidou-2 G1) — китайский навигационный спутник, который станет частью навигационной системы Compass. Он был запущен в январе 2010 года и стал третьим спутником Compass, который был запущен после Compass-M1 и Compass-G2.
Компас-G1 был запущен в 16:12 по Гринвичу 16 января 2010 года и стал первым орбитальным запуском, проведенным в 2010 году. Для запуска использовалась ракета-носитель Long March 3C, летевшая с космодрома Сичан. Это был первый полет ракеты серии Long March 3 после неполадки двигателя разгонного блока в августе 2009 года, которая оставила спутник Palapa-D на более низкой, чем планировалось, орбите. Системы впрыска на двигателях третьей ступени ракеты.